# Filmes de 1948 da Allied Artists Pictures
- Em 1948, a Allied Artists lançou um total de 6 filmes.[1][2]

## Filmes do ano
| Título Original     | Título no Brasil        | Estrelado por     | Dirigido por    | Gênero   |
| ------------------- | ----------------------- | ----------------- | --------------- | -------- |
| The Babe Ruth Story | O Grande Babe Ruth      | William Bendix    | Roy Del Ruth    | Esporte  |
| The Dude Goes West  | Um Galante Audacioso    | Eddie Albert      | Kurt Neumann    | Faroeste |
| The Hunted          | A Atormentada           | Preston Foster    | Jack Bernhard   | Policial |
| Panhandle           | Expiação                | Rod Cameron       | Lesley Selander | Faroeste |
| Smart Woman         | O Segredo de Uma Mulher | Constance Bennett | Edward A. Blatt | Drama    |
| Song of My Heart    | Sinfonia Trágica        | Frank Sundstrom   | Benjamin Glazer | Musical  |